# 近長 (津山市)
近長（ちかなが）は岡山県津山市にある地名。郵便番号は708-1112。

## 地理
加茂川の東、旧・広野村の北端に位置する。現在は広野地区ではなく、成名地区の一部。

### 河川
- 加茂川

## 歴史

### 沿革
- 1889年6月1日 - 町村制施行により、勝北郡近長村が同郡河面村、田熊村、福井村と合併、広野村となる。近長村は大字近長となる。
- 1900年4月1日 - 勝北郡が勝南郡と合併し、勝田郡となる。
- 1954年7月1日 - 広野村が周辺の村とともに津山市に編入される。

## 世帯数と人口
2021年（令和3年）1月1日現在の世帯数と人口は以下の通りである。
| 町丁 | 世帯数  | 人口  |
| ---- | ------- | ----- |
| 近長 | 212世帯 | 516人 |

## 小・中学校の学区
市立小・中学校に通う場合、学区は以下の通りとなる。
| 番地 | 小学校             | 中学校               |
| ---- | ------------------ | -------------------- |
| 全域 | 津山市立成名小学校 | 津山市立津山東中学校 |

## 交通

### 道路
- 岡山県道347号田熊高野停車場線

## 施設
- 八坂神社